# Пароцентрала
Пароцентралата е електроцентрала, използваща повишеното налягане и топлината на водната пара за сметка на изгаряне на гориво.
Водата се затопля и се превръща се в пара под високо налягане, която върти турбините, които завъртат електрогенераторите, които на свой ред произвеждат електроенергия.
Почти всички ТЕЦ-и АЕЦ- работят на този принцип.
На български „пароцентрала“ и „ТЕЦ“ често се използват като синоними, но в най-тясното си значение ТЕЦ-ът е просто вид пароцентрала, който произвежда и топла вода за градско отопление.